# Balboa Park

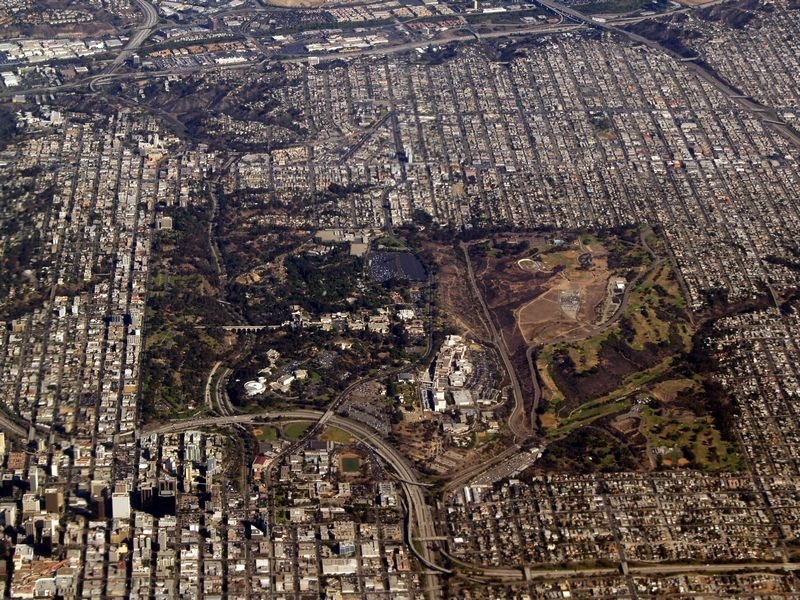
Luchtfoto van Balboa Park

Balboa Park is een 490 hectare groot stadspark in San Diego, in de Amerikaanse staat Californië. Het park werd naar de Spaanse ontdekkingsreiziger Vasco Núñez de Balboa vernoemd.
De locatie van het park is al sinds 1835 openbaar eigendom. Zowel de Panama-California Exposition van 1915 als de California Pacific International Exposition van 1935 vonden er plaats en lieten verschillende monumenten van groot architectonisch belang na. Restanten van de eerste expositie zijn allerlei gebouwen in de Spanish Colonial Revival-architectuur die daarna, dankzij de expositie, erg populair werd in Californië. Voor de expositie van 1935 zijn er een klein aantal gebouwen bijgebouwd, in een minder opvallende vernaculaire stijl. Daarnaast is Balboa Park van belang voor de exotische landschapstuinen. Tegenwoordig omvat het open ruimte, beplante zones, tuinen en wandelpaden, maar ook musea, theaters en de vermaarde San Diego Zoo. Er zijn eveneens restaurants en winkels.
In 1977 werd het park en de historische gebouwen erin beschermd als National Historic Landmark en National Historic Landmark District.

## Bezienswaardigheden

### Attracties, stadia en theaters
| - Balboa Park Carousel - Balboa Park Miniature Railroad - House of Pacific Relations International Cottages - San Diego Zoo | - Balboa Stadium - Old Globe Theatre - Spreckels Organ Pavilion - Starlight Bowl |

### Musea
Musea die in Balboa Park gevestigd zijn:
| - Centro Cultural de la Raza - George W. Marston House - Mingei International Museum - Museum of Photographic Arts - Museum of the Living Artist - Reuben H. Fleet Science Center - San Diego Air & Space Museum - San Diego Automotive Museum | - San Diego Hall of Champions - San Diego History Center - San Diego Model Railroad Museum - San Diego Museum of Art - San Diego Museum of Man - San Diego Natural History Museum - Timken Museum of Art - Veterans Museum and Memorial Center |